# Lao Ngam
Lao Ngam là một huyện (muang, mường)  thuộc tỉnh Saravane ở hạ  Lào .